# Seleção Sueca de Futebol Feminino

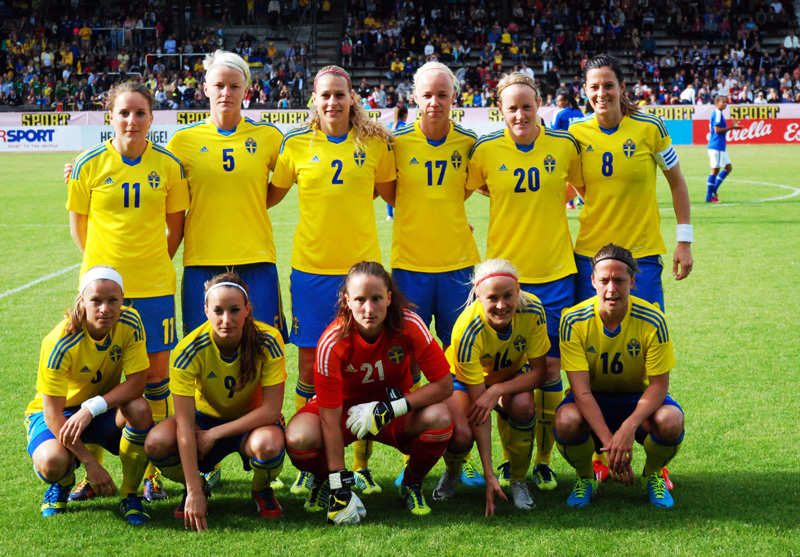
A Seleção Sueca de Futebol Feminino no Brasil em 2013

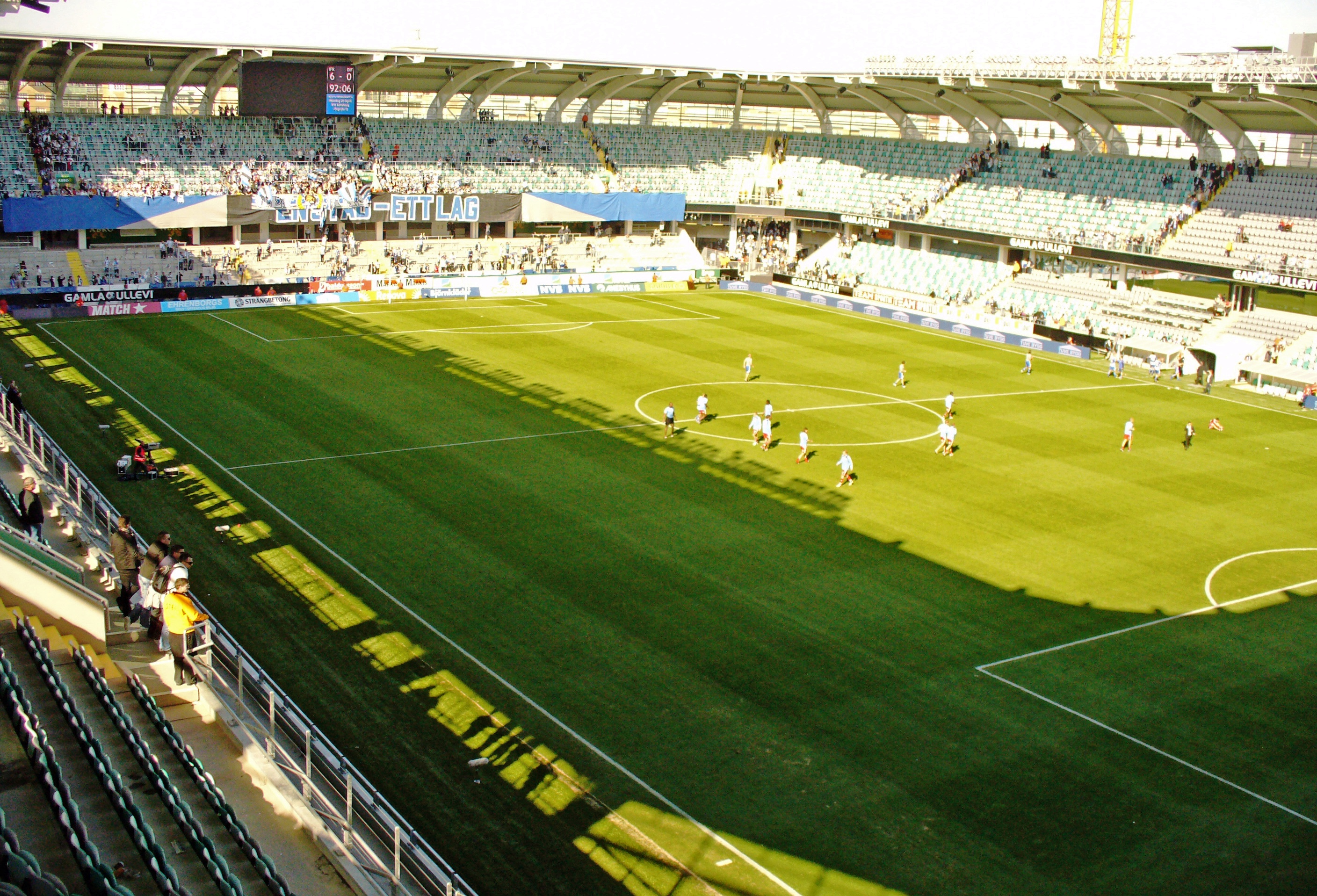
O Estádio Gamla Ullevi em Gotemburgo.

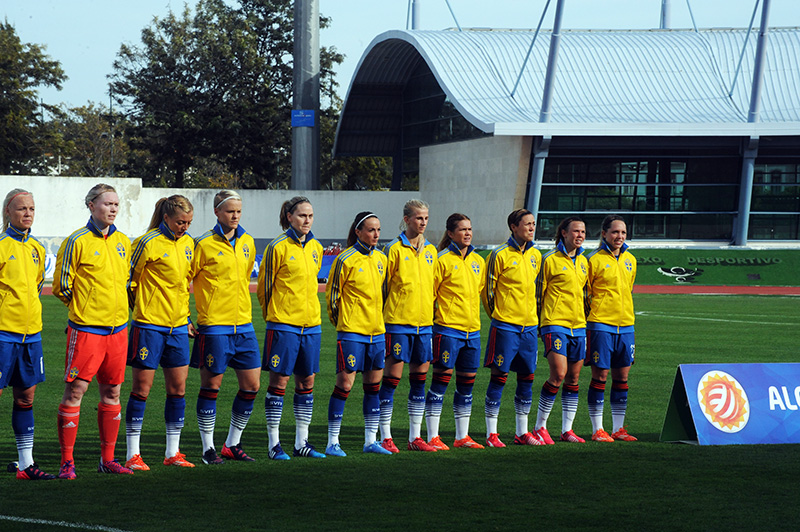
A Seleção Sueca de Futebol Feminino no Algarve Cup em 2015

A Seleção Sueca de Futebol Feminino (em sueco:  Svenska damfotbollslandslaget) representa a Suécia no futebol feminino internacional. 
É regulada pela Associação Sueca de Futebol (em sueco:  Svenska Fotbollförbundet; SvFF). 
Tem como arena nacional o estádio Gamla Ullevi em Gotemburgo. 
Disputou o seu primeiro encontro internacional em 1973 na cidade finlandesa de Mariehamn, num encontro amigável com a seleção finlandesa. 
Participou pela primeira vez no Campeonato Europeu de Futebol Feminino em 1982 e na Copa do Mundo de Futebol Feminino em 1991. 
Em agosto de 2023, ocupava o 1º lugar do ranking da FIFA para o futebol feminino. 

## História
A Suécia é atualmente um dos países que formam a elite do futebol feminino. O primeiro encontro entre duas equipas femininas na Suécia foi travado em 1918 em Estocolmo. A primeira competição feminina teve lugar em 1950 em Umeå. Entre 1965 e 1971, o futebol feminino cresceu e assumiu a sua forma moderna. Em 1973, ocorreu o primeiro encontro internacional contra a Finlândia, no arquipélago da Alanda. 
Em 2003, a seleção feminina sueca sagrou-se vice campeã da Copa do Mundo e foi terceira colocada em 1991, 2011, 2019 e 2023. Foi campeã da Eurocopa em 1984, segunda classificada em 1987, 1995 e 2001, assim como terceira classificada em 1989, 1997, 2005 e 2013. Nos Jogos Olímpicos de 2016 conquistou a medalha de prata ao perder para a Alemanha. Nos Jogos Olímpicos de 2020 conquistou a segunda medalha de prata ao perder para a Canadá nos pênaltis. Foi a quarta classificada nos Jogos Olímpicos de 2004. 

## Treinadores
Lista dos treinadores da Seleção Sueca de Futebol Feminino: 
- 1973 : Christer Molander
- 1974–76 : Hasse Karlsson
- 1977–78 : Tord Grip
- 1979 : Ulf Bergquist
- 1980–87 : Ulf Lyfors
- 1988–91 : Gunilla Paijkull
- 1992–96 : Bengt Simonsson
- 1996–2005 : Marika Domanski-Lyfors
- 2005–2012 : Thomas Dennerby
- 2012-2017 : Pia Sundhage
- 2017- : Peter Gerhardsson [17]

## Títulos
Atualizado a 31 de outubro de 2023
A Seleção Sueca de Futebol Feminino conquistou vários títulos durante a sua História desportiva: 
- Copa do Mundo de Futebol Feminino:  1991,  2003,  2011,  2019,  2023
- Futebol nos Jogos Olímpicos de Verão - Futebol feminino:  2016,  2020
- Campeonato Europeu de Futebol Feminino:  1984,  1987,  1989,  1995,  2001
- Campeonato Nórdico de Futebol:  1977,  1978,  1979,  1980,  1981
- Algarve Cup:  1995,  2001,  2009,  2018,  2022
- Cyprus Tournament:  1990,  1992
- North America Cup:  1987
- Australia Cup:  2003

## Campanhas destacadas
Entre as campanhas destacadas podem ser citadas: 
- Copa do Mundo de Futebol Feminino
  - 2º lugar - 2003
  - 3º lugar - 1991, 2011, 2019, 2023
- Olimpíadas
  - 2º lugar - 2016, 2020
  - 4º lugar - 2004
- Eurocopa Feminina
  - 2º lugar - 1987, 1995, 2001
  - 3º lugar - 1989, 1997, 2005, 2013

## Elenco atual – 2025
Lista das jogadoras convocadas pela Federação Sueca de Futebol para o Campeonato Europeu de Futebol Feminino de 2025:                                                                                                                                       

- Tove Enblom (Vålerenga Fotball)
- Jennifer Falk  (BK Häcken FF)
- Emma Holmgren (Levante UD)
- Jonna Andersson  (Linköping FC)
- Nathalie Björn  (Chelsea FC)
- Magdalena Eriksson  (FC Bayern München)
- Smilla Holmberg  (Hammarby Fotboll AB)
- Amanda Ilestedt (Arsenal FC)
- Hanna Lundkvist (San Diego Wave FC)
- Amanda Nildén (Tottenham Hotspur FC)
- Linda Sembrant (FC Bayern München)
- Filippa Angeldahl (Real Madrid)
- Kosovare Asllani (London City Lionesses)
- Hanna Bennison (Juventus FC)
- Stina Blackstenius (Arsenal FC)
- Rebecka Blomqvist (Eintracht Frankfurt)
- Lina Hurtig  (Arsenal FC)
- Sofia Jakobsson (London City Lionesses)
- Madelen Janogy (ACF Fiorentina)
- Fridolina Rolfö (FC Barcelona)
- Johanna Rytting Kaneryd (Chelsea FC)
- Ellen Wangerheim (Hammarby Fotboll AB)
- Julia Zigiotti Olme  (FC Bayern München)